# Convair CV-880
Die Convair CV-880 Golden Arrow, auch bezeichnet als Convair 880, ist ein vierstrahliges Verkehrsflugzeug der Consolidated Vultee Aircraft Corporation, genannt Convair. Der ursprüngliche Beiname lautete Skylark, wurde jedoch aus werbetaktischen Gründen in Anspielung auf die hohe Reisegeschwindigkeit von fast 1.000 km/h (Mach 0,87) in Golden Arrow (Goldener Pfeil) geändert.

## Geschichte
Das Flugzeug mit Erstflug im Jahre 1959 ist einer der schnellsten und lautesten Passagierjets. Die CV-880 hat eine Reisegeschwindigkeit von fast 1.000 km/h (Mach 0,87) – heutige Airliner wie die Boeing 757 fliegen nur mit 870 km/h. Somit bleibt die Convair 880 bis heute eines der schnellsten Unterschall-Passagierflugzeuge, die je gebaut wurden. Noch schneller war allerdings das Nachfolgemodell Convair CV-990. Die Strahltriebwerke vom Typ General Electric CJ-805-3 der CV-880 entsprachen jenen des Phantom II-Jägers, jedoch ohne Nachbrenner.
Mit großen Erwartungen als aerodynamisch hervorragendes Flugzeug herausgekommen, konnte die CV-880 durch den höheren Treibstoffverbrauch und die geringere Zahl von Passagiersitzen (fünf pro Reihe statt sechs; insgesamt 88 bis 100 Sitze) nicht gegen die Konkurrenten Boeing 707 und DC-8 bestehen, nur 65 Maschinen wurden gebaut. Auch eine vergrößerte Weiterentwicklung der CV-880, die 1961 eingeführte Convair CV-990, half nicht, die Verkaufszahlen zu verbessern. Die Gesamtproduktion der Convair 880/990-Familie belief sich bis zur Produktionseinstellung 1965 auf nur 102 Exemplare.
Bereits Anfang der 1970er-Jahre stellten viele Fluggesellschaften die CV-880 und 990 wieder außer Dienst, woraufhin sie zum Teil zu Frachtflugzeugen und Touristenfliegern mit, im Fall der CV 990, bis zu 149 Sitzen ausgebaut oder verschrottet wurden. Die letzte CV-880 wurden in den Jahren 1975/1976 aus dem kommerziellen Passagier-Flugbetrieb zurückgezogen, letzter Betreiber war die damalige staatliche Fluggesellschaft Nicaraguas, LANICA. Bei der Federal Aviation Administration (FAA) sowie der US Navy waren einzelne Exemplare noch bis Anfang der 1990er eingesetzt.
Die Verluste aus Konstruktion und Herstellung der Typen CV-880 und 990 bezifferten sich auf eine Summe von 425 Millionen US-Dollar ($). Bezogen auf das Jahr 1963, dem Ende der Convair 990-Produktion, entspricht dies unter Berücksichtigung der Inflation einem heutigen Wert von 4.400.000.000 $. Dies stellt bis dato den größten Misserfolg dar, den ein Flugzeughersteller überleben konnte, ohne bankrottzugehen. Allerdings zog sich Convair in der Folge aus der Produktion von Passagierflugzeugen zurück und konzentrierte sich auf seine Rolle als Zulieferer der Luft- und Raumfahrtindustrie.
Einige Exemplare der CV-880 sind bis heute erhalten geblieben, darunter Elvis Presleys ehemalige Privatmaschine, die bei Presleys ehemaliger Residenz Graceland zu besichtigen ist.
Einige ausgemusterte CV-880, die zuvor zumeist bei Trans World Airlines im Einsatz waren, wurden seit dem Ende der 1970er-Jahre auf dem Flugzeugfriedhof am Flughafen Mojave sowie am Atlantic City International Airport abgestellt. Da diese Maschinen jedoch teilweise schon jahrzehntelang ungeschützt der Witterung ausgesetzt sind, befinden sie sich mehrheitlich in relativ schlechtem Zustand. Die letzte Convair 880 (eine ehemalige TWA-Maschine) wurde Anfang der 1990er von der Federal Aviation Administration zu Testzwecken geflogen, danach jedoch ebenfalls am Flughafen von Atlantic City abgestellt. Somit befindet sich heute keine CV 880 mehr in flugtauglichem Zustand, obwohl es über die Jahre mehrere Initiativen gab, eine der Maschinen aus Atlantic City wieder flottzumachen.

## Betreiber (historisch)

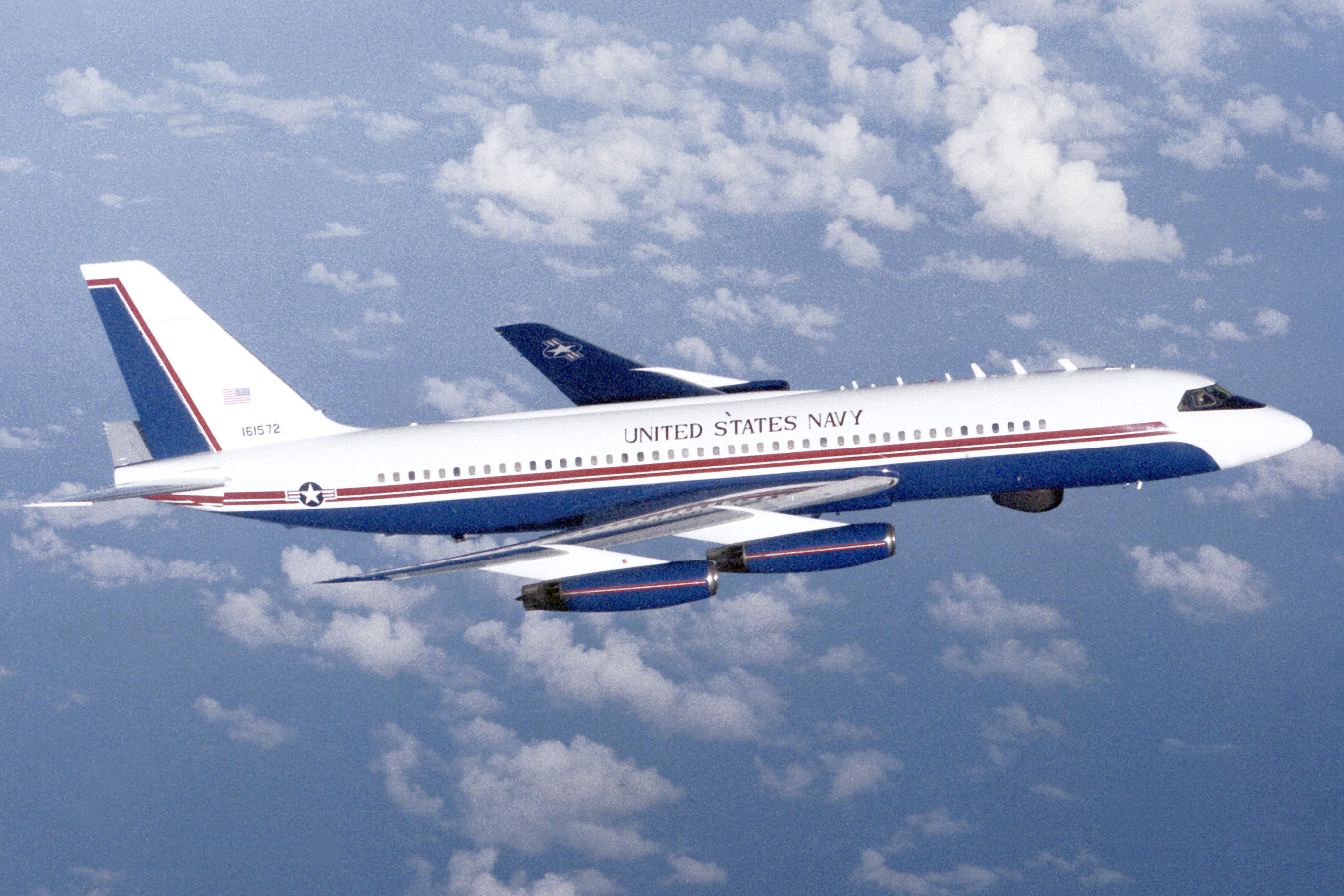
Eine von der US Navy genutzte Convair CV-880

### Betreiber werksneuer Maschinen
- Alaska Airlines
- Cathay Pacific Airways
- Civil Air Transport  (Taiwan)
- Delta Air Lines
- Japan Air Lines

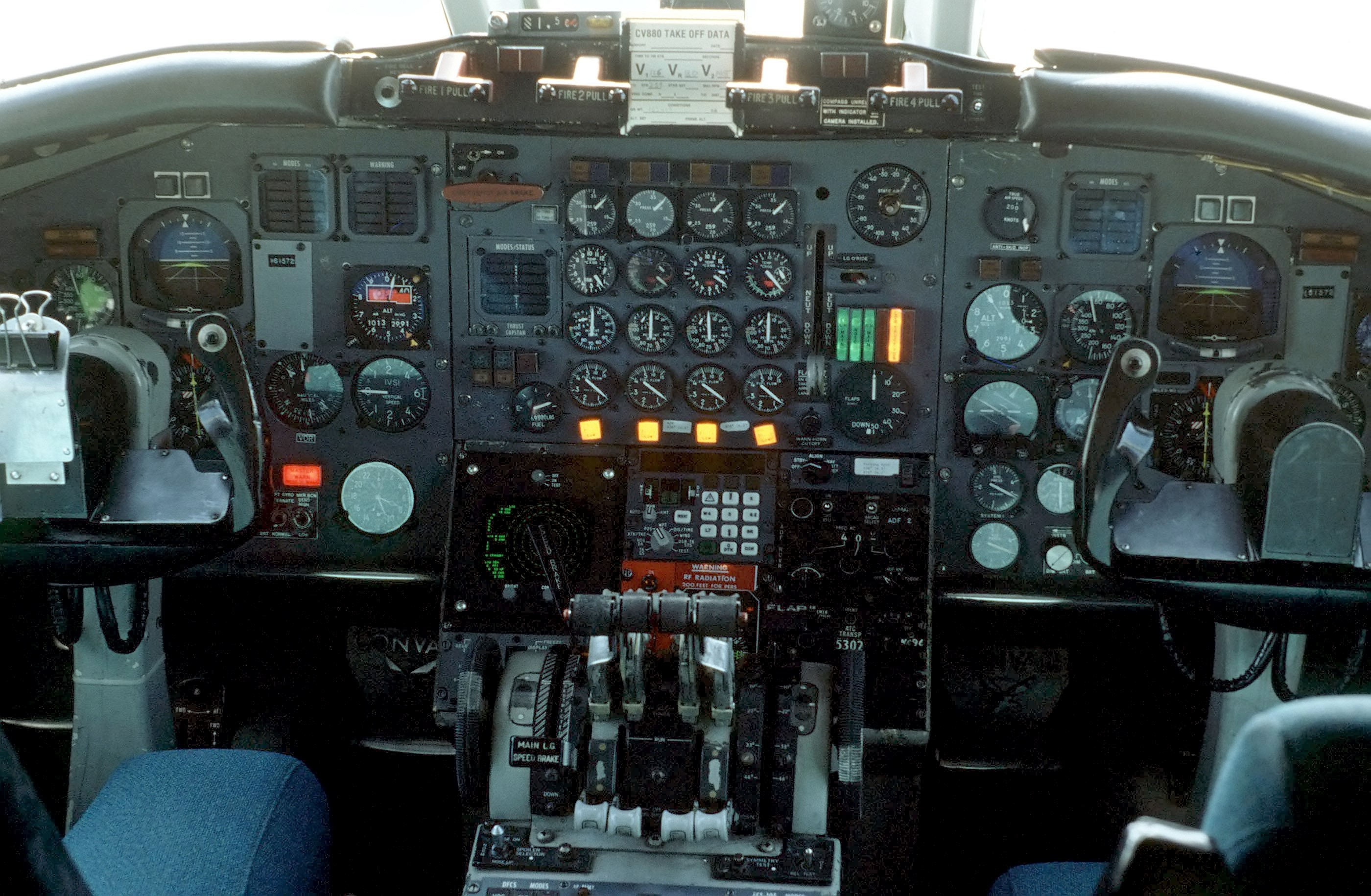
Cockpit einer Convair CV-880

- Japan Domestic Airways (geleast von Japan Air Lines)
- Northeast Airlines (geleast von Hughes Tool Co.)
- Swissair
- Trans World Airlines
- VIASA

### Betreiber gebraucht erworbener Maschinen
- Aerovías Quisqueyana
- Airtrust Singapore
- Air Viking

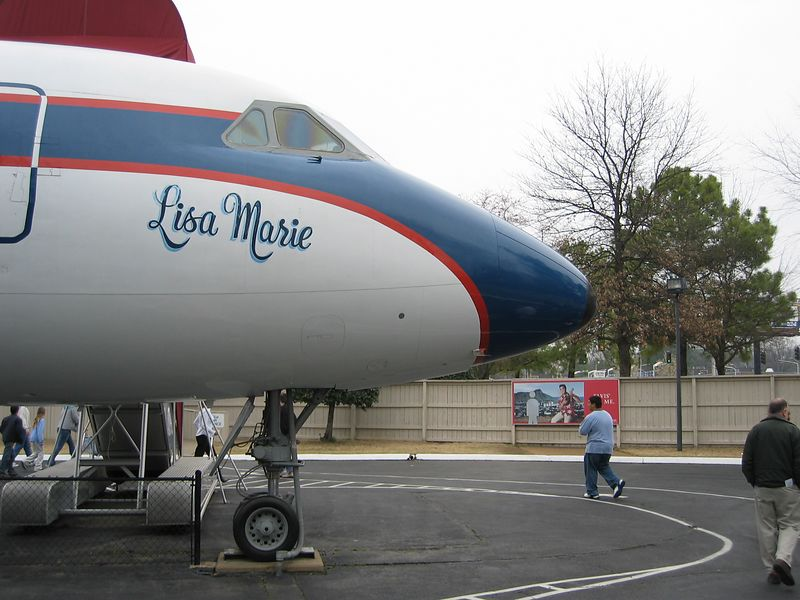
Nase von Elvis Presleys Convair CV-880

- Central American Airways/Profit Express
- Civil Air Transport
- Four Wings Inc.
- Freelandia Travel Club
- Groth Air
- Inair Panama
- Indy Air
- Jonian Airways
- Latin Carga
- Lineas Aereas de Nicaragua (LANICA) (letzter kommerzieller Betreiber des Typs)
- Monarch Airlines (USA)
- SECRA
- Eine der Privatmaschinen von Elvis Presley war eine zuvor von Delta Air Lines betriebene CV-880; die Maschine kann heute in Presleys ehemaliger Residenz Graceland besichtigt werden. Auch einige andere CV-880 wurden nach ihrem Ausscheiden aus dem Liniendienst als Privat- und VIP-Jets eingesetzt.

### Militärische Nutzer
- Vereinigte Staaten – Die US Navy kaufte eine CV-880, welche zum Tankflugzeug und fliegenden Teststand umgebaut wurde. Das inoffiziell als UC-880 bezeichnete Flugzeug wurde der Naval Air Station Patuxent River zugewiesen und bei Tomahawk-Marschflugkörpertests und zur Entwicklung von Flugzeugbetankungsverfahren eingesetzt. Im Jahre 1995 wurde die UC-880 bei einem Frachtraumexplosionstest zerstört.

## Zwischenfälle
Vom Erstflug 1959 bis zum Betriebsende Anfang der 1990er-Jahre kam es mit Convair CV-880 zu 17 Totalschäden von Flugzeugen. Bei 8 davon kamen 171 Menschen ums Leben. Vollständige Liste:
- Am 23. Mai 1960 nahm eine Convair CV-880 der US-amerikanischen Delta Air Lines (Luftfahrzeugkennzeichen N8804E) kurz nach dem Abheben vom Flughafen Atlanta (Georgia, USA) eine sehr steile Längsneigung ein, rollte steil nach links und stürzte nach einem Strömungsabriss ab. Alle 4 Besatzungsmitglieder, die einzigen Insassen auf dem Trainingsflug, kamen ums Leben. Es war der erste Totalverlust einer CV-880 und auch der erste tödliche Unfall.[2]

- Am 27. Februar 1965 sollte mit einer Convair CV-880 der Japan Airlines (JA8023) beim Flugtraining am Flughafen Iki (Japan) ein tiefer Überflug in 45 Metern Höhe geübt werden. Das Flugzeug sank jedoch zu schnell, schlug auf der Landebahn auf und wurde irreparabel beschädigt. Alle 6 Besatzungsmitglieder, die einzigen Insassen, überlebten den Unfall.[3]

- Am 13. September 1965 verunglückte eine Convair CV-880 der US-amerikanischen Trans World Airlines (TWA) (N820TW) auf dem Flughafen Kansas City-Downtown (Missouri, USA) bei einem Trainingsflug. Beim simulierten Ausfall des Triebwerks Nr. 4 (rechts außen) kam es zum Kontrollverlust und Strömungsabriss. Die Maschine wurde beim Aufschlag zerstört, aber alle vier Besatzungsmitglieder, die einzigen Insassen, überlebten.[4]

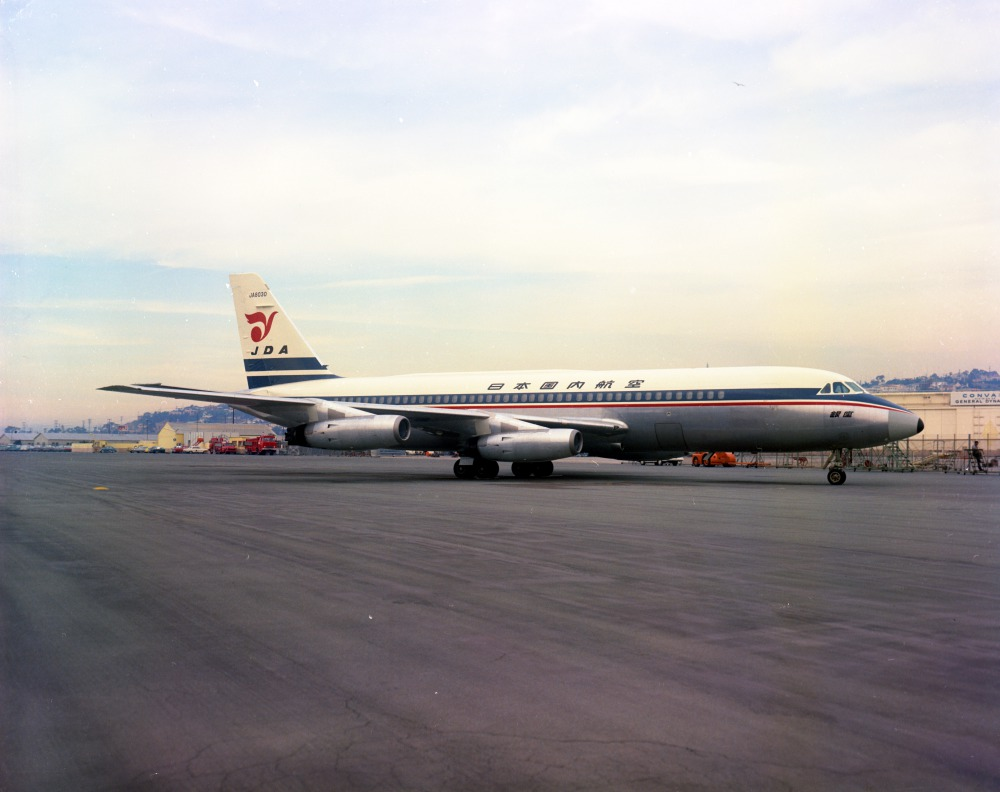
Die 1966 verunglückte CV-880 der Japan Domestic Airlines JA8030

- Am 26. August 1966 verunglückte die einzige Convair CV-880 der Japan Domestic Airlines (JA8030) auf dem Flughafen Tokio-Haneda beim Start zu einem lokalen Trainingsflug. Die gesamte fünfköpfige Besatzung kam dabei ums Leben (siehe auch Flugunfall einer Convair CV-880 auf dem Flughafen Tokio-Haneda).[5]

- Am 5. November 1967 kam eine Convair CV-880 der Cathay Pacific (VR-HFX) nach einer Ablösung der Lauffläche des rechten Bugfahrwerksreifens beim Startlauf seitlich von der Piste am Flughafen Kai Tak ab und stürzte ins Meer. Eine Passagierin starb, das Flugzeug wurde abgeschrieben (siehe auch Cathay-Pacific-Flug 033).[6]

- Am 20. November 1967 flog eine CV-880 der Trans World Airlines (TWA) (N821TW) während eines Nachtanflugs bei leichtem Schneefall knapp 3 km vor Erreichen der Landebahn des Flughafens Cincinnati ins Gelände. Von den 82 Insassen wurden 70 getötet (siehe auch Trans-World-Airlines-Flug 128).[7]

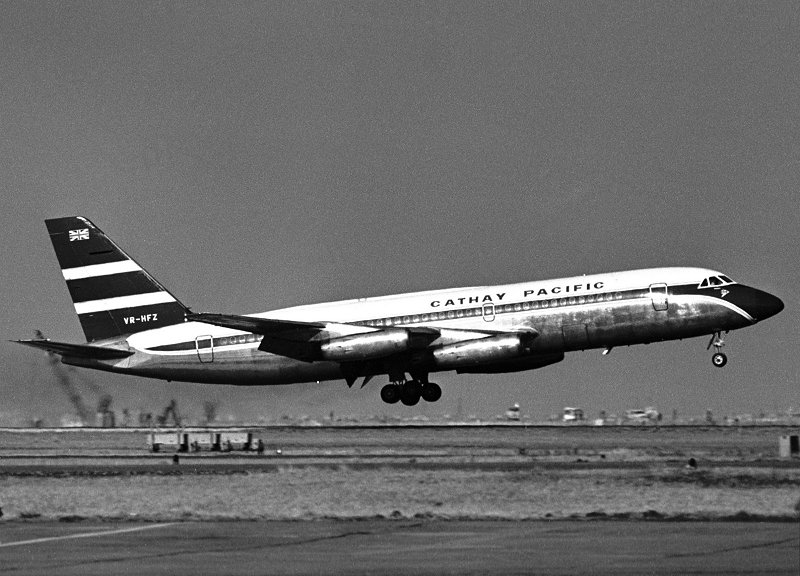
Die 1972 verunglückte CV-880 der Cathay Pacific VR-HFZ

- Am 24. Juni 1969 verunglückte eine Convair CV-880 der Japan Air Lines (JA8028) auf einem Trainingsflug bei Moses Lake (Washington) während eines simulierten Triebwerksausfalls beim Start. Der Prüfkapitän hatte die Leistung von Triebwerk Nr. 4 während des Starts heruntergefahren, wodurch die Maschine zu gieren begann. Der zu prüfende Pilot korrigierte die Gierbewegung nicht rechtzeitig, woraufhin die Triebwerksgondel Bodenkontakt bekam und die Maschine von der Landebahn schlitterte und in Brand geriet. Drei der fünf Menschen an Bord kamen ums Leben (siehe auch Japan-Air-Lines-Flug 90).[8]

- Am 15. Juni 1972 ereignete sich der schwerste Unfall einer CV-880, als eine Maschine der Cathay Pacific aus Hongkong (VR-HFZ) im Reiseflug auf dem Weg von Bangkok nach Hongkong durch eine Bombe zerstört wurde. Das Flugzeug stürzte in ein Dschungelgebiet in Vietnam, alle 81 Menschen an Bord kamen ums Leben (siehe auch Cathay-Pacific-Flug 700Z).[9]

- Am 20. Dezember 1972 wurde eine Convair CV-880 der US-amerikanischen Delta Air Lines (N8807E), die nach ihrer Landung in dichtem Nebel auf dem Flughafen Chicago-O’Hare (Illinois, USA) rollte, von einer startenden Douglas DC-9 der North Central Airlines (N954N) gerammt. Die Piloten der DC-9 der North Central hatten die Starterlaubnis von der Flugverkehrskontrolle am Flughafen O’Hare erhalten, während die kurz zuvor gelandete CV-880 der Delta Air Lines die Anweisung erhielt, die Piste zu überqueren und zum Vorfeld zu rollen. Die DC-9 hatte gerade im dichten Nebel abgehoben als sie das Heck der CV-880 traf. Durch diesen Fluglotsenfehler wurden zehn der 45 Menschen an Bord der DC-9 bei der Kollision getötet, 15 Personen verletzt. An Bord der CV-880 wurden zwei Personen leicht verletzt, aber alle 88 Insassen der CV-880, sieben Besatzungsmitglieder und 81 Passagiere, überlebten den Unfall.[10]

- Am 21. August 1976 konnte eine Convair CV-880 des US-amerikanischen Airtrust Singapore (N48060) beim Start vom Flughafen Singapur-Seletar nicht abgehoben werden, weil der Schwerpunkt der Maschine durch gravierende Falschberechnungen so weit vor dem zulässigen Bereich lag, dass ein Abheben nicht möglich war und die Maschine das Startbahnende überrollte. Dabei brach das Bugfahrwerk zusammen und das Flugzeug wurde irreparabel beschädigt. Alle 9 Insassen, vier Besatzungsmitglieder und 5 Passagiere, überlebten den Unfall.[11]

- Am 16. Dezember 1976 überrollte eine Convair CV-880 der US-amerikanischen Air Trine (N5865) das Startbahnende auf dem Flughafen Miami (Florida, USA) um 275 Meter, als versucht wurde, den Start abzubrechen, und wurde irreparabel beschädigt. Der Schwerpunkt der Maschine lag durch gravierende Falschbeladung so weit vor dem zulässigen Bereich, dass ein Abheben nicht möglich war und die Maschine schließlich in einem Entwässerungsgraben endete. Alle drei Besatzungsmitglieder, die einzigen Insassen auf dem Frachtflug, überlebten den Unfall.[12]

- Am 20. August 1977 streifte eine Convair CV-880 der US-amerikanischen Monarch Aviation (N8817E) 2,5 Kilometer südöstlich des Flughafens San José-Juan Santamaría (Costa Rica) mehrere Bäume, 2 Minuten und 20 Sekunden nach dem Abheben. Die stark überladene Maschine stürzte ab und fing Feuer. Alle 3 Besatzungsmitglieder, die einzigen Insassen auf dem Frachtflug, wurden getötet.[13]

- Am 25. Mai 1978 überrollte eine Convair CV-880 der US-amerikanischen Groth Air (N8815E) bei einem versuchten Startabbruch das Startbahnende auf dem Flughafen Miami (Florida, USA) um knapp 90 Meter und wurde irreparabel beschädigt. Der Schwerpunkt der Maschine war durch gravierende Falschbeladung so weit außerhalb des zulässigen Bereichs, dass ein Start nicht möglich wurde. Alle 6 Insassen, je drei Besatzungsmitglieder und Passagiere, überlebten den Unfall. Das Flugzeug wurde irreparabel beschädigt.[14]

- Am 29. März 1980 wurde eine Convair CV-880 der Inair Panama (HP-821) beim Start auf dem Flughafen Panama–Tocumen irreparabel beschädigt. Es gab keine Todesfälle.[15]

- Am 3. November 1980 verunglückte eine Convair CV-880 der venezolanischen Latin Carga (YV-145C) beim Start auf dem Flughafen Caracas (Venezuela). Alle 4 Besatzungsmitglieder, die einzigen Insassen auf dem Trainingsflug, kamen ums Leben. Es war der letzte tödliche Unfall einer CV-880.[16]

- Am 11. Mai 1983 brannte eine Convair CV-880 der US-amerikanischen Groth Air (N880SR) auf dem Flughafen Mexiko-Stadt aus. Über Personenschäden liegen keine Informationen vor.[17]

- Im Oktober 1986 (genaues Datum unbekannt) wurde eine Convair CV-880 der US-amerikanischen Federal Aviation Administration (N5863) auf dem Flughafen Mojave (Kalifornien, USA) beim Test eines Kerosinzusatzes gegen Zerstäubung zerstört. Personen kamen nicht zu Schaden. Dies war der letzte Totalschaden einer CV-880.[18]

## Technische Daten (Model 22-M)
- Länge: 39,42 m
- Höhe: 11,00 m
- Spannweite: 36,58 m
- Flügelfläche: 185,8 m²
- Flügelstreckung: 7,2
- Maximales Startgewicht: 87.730 kg
- Leergewicht: 42.730 kg
- Nutzlast: 10.900 kg
- Reisegeschwindigkeit: 990 km/h
- Maximale Flughöhe: 12.500 m
- Passagierkapazität: 110
- Reichweite: 4.430 km
- Triebwerke: vier General Electric CJ805-3 Turbojet mit je Schub: 51,95 kN